# John Williams (pilote moto)
Pour les articles homonymes, voir John Williams et Williams.
Pas d'image ? Cliquez ici
John Williams est un pilote de vitesse moto anglais né le 27 mai 1946.

## Biographie

### Carrière
Il commence sa carrière en Grand Prix en 1968 sur Matchless en 500 cm3 au Tourist Trophy de l'île de Man, son unique participation dans la saison. Sa meilleure saison est 1975, quand il termine à la cinquième place au championnat du monde des pilotes catégorie 500 cm3 sur une moto Yamaha.
Williams remporte une seule course au championnat du monde en 1976 en catégorie 500 cm3 au Grand Prix de Belgique.
Il est cinq fois lauréat de la course de North West 200 en Irlande du Nord, quatre fois vainqueur au Tourist Trophy de l'île de Man et six fois vainqueur au Grand Prix d'Ulster.

### Décès
Williams meurt le 12 août 1978 de ses blessures subies lors du Grand Prix d'Ulster 1978 en Irlande du Nord.

### Palmarès
Il marque 39 points au championnat du monde des pilotes catégorie 250 cm3, 44 points en catégorie 350 cm3 et 82 points en catégorie 500 cm3.
En 1973, il remporte les 24 Heures de Spa-Francorchamps moto.

## Carrière en Grand Prix
| Année | Cat.    | Équipe | Moto      | GP | Vict. | Podiums | Poles | Mtour | Pts | Position |
| ----- | ------- | ------ | --------- | -- | ----- | ------- | ----- | ----- | --- | -------- |
| 1968  | 500 cm³ |        | Matchless | 1  | 0     | 0       | 0     | 0     | -   | -        |
| 1969  | 350 cm³ |        | AJS       | 1  | 0     | 0       | 0     | 0     | -   | -        |
| 1969  | 500 cm³ |        | Metisse   | 1  | 0     | 0       | 0     | 0     | -   | -        |
| 1970  | 500 cm³ |        | Matchless | 2  | 0     | 0       | 0     | 0     | 8   | 23e      |
| 1971  | 350 cm³ |        | Arter-AJS | 2  | 0     | 0       | 0     | 0     | 16  | 13e      |
| 1972  | 250 cm³ |        | Yamaha    | 1  | 0     | 1       | 0     | 0     | 10  | 18e      |
| 1973  | 250 cm³ |        | Yamaha    | 1  | 0     | 1       | 0     | 0     | 12  | 17e      |
| 1973  | 350 cm³ |        | Yamaha    | 1  | 0     | 1       | 0     | 0     | 10  | 20e      |
| 1974  | 250 cm³ |        | Yamaha    | 1  | 0     | 0       | 0     | 0     | 2   | 38e      |
| 1974  | 350 cm³ |        | Yamaha    | 3  | 0     | 0       | 0     | 0     | 7   | 29e      |
| 1974  | 500 cm³ |        | Yamaha    | 6  | 0     | 0       | 0     | 0     | 18  | 11e      |
| 1975  | 250 cm³ |        | Yamaha    | 3  | 0     | 1       | 0     | 0     | 15  | 14e      |
| 1975  | 350 cm³ |        | Dugdale   | 1  | 0     | 0       | 0     | 0     | 1   | 47e      |
| 1975  | 500 cm³ |        | Yamaha    | 4  | 0     | 2       | 0     | 0     | 32  | 5e       |
| 1976  | 500 cm³ |        | Suzuki    | 3  | 1     | 1       | 0     | 0     | 24  | 9e       |
| 1977  | 350 cm³ |        | Yamaha    | 1  | 0     | 1       | 0     | 0     | 10  | 22e      |
| 1977  | 500 cm³ |        | Suzuki    | 2  | 0     | 0       | 0     | 0     | -   | -        |
| 1978  | 500 cm³ |        | Yamaha    | 1  | 0     | 0       | 0     | 0     | -   | -        |